# Clavy-Warby

 Clavy-Warby  là một xã ở tỉnh Ardennes, thuộc vùng Grand Est ở phía bắc nước Pháp.